# 산드라 네슬룬드
산드라 카트린 네슬룬드(스웨덴어: Sandra Catrin Näslund, 1996년 7월 6일~)는 스웨덴의 프리스타일 스키 선수로 주 종목은 스키 크로스이다. 2022년 동계 올림픽 여자 스키 크로스 종목에서 금메달을 획득했으며 세계 선수권 대회에서 금메달 4개를 획득했다.